# 朱直
朱直（？—？），江西庐陵（今江西吉安）人，是一名明朝政治人物。
朱直曾于1376年接替祝子宪任华亭县知县一职，由萧九万接任。